# سینر (شرکت)

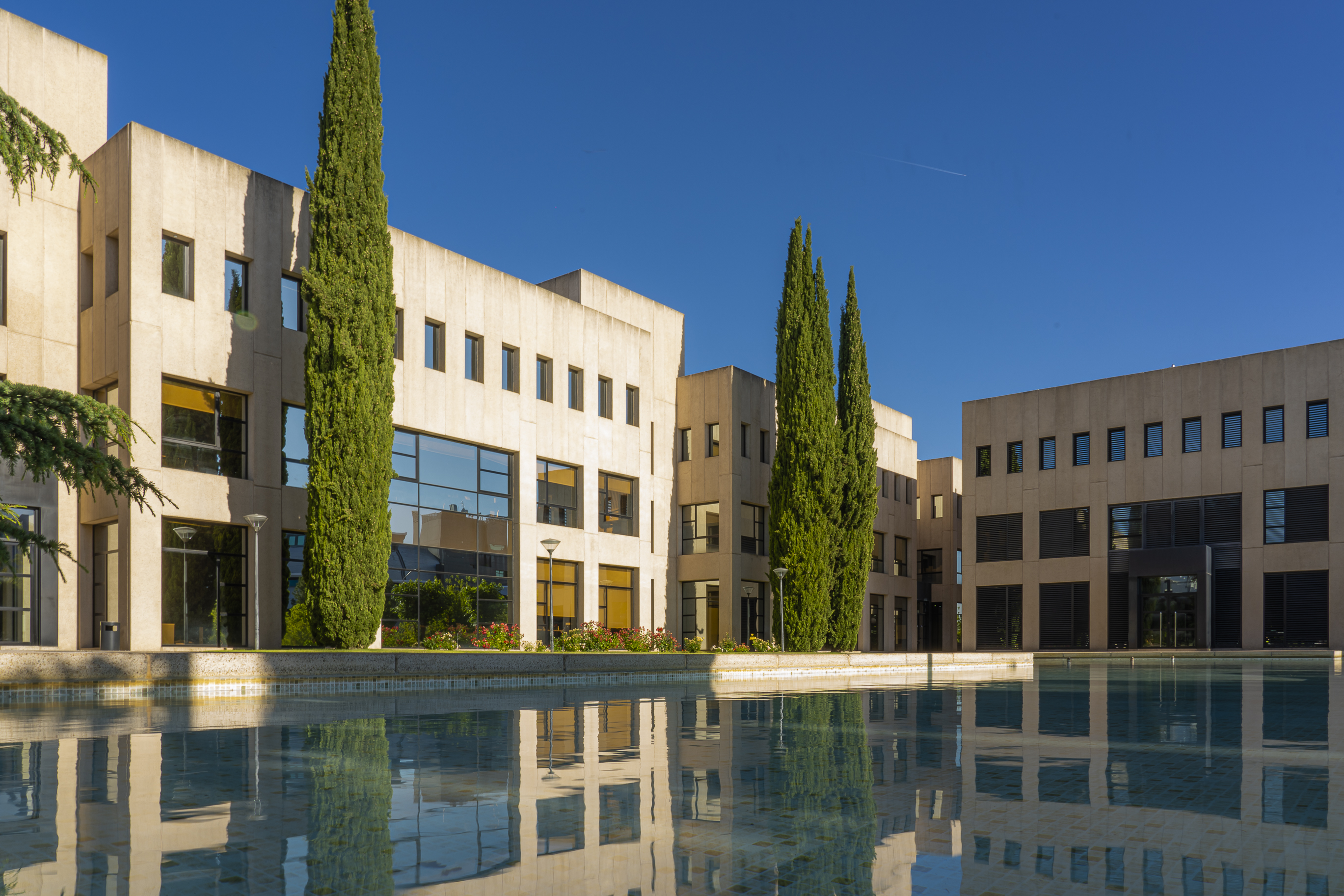
SENER یکی از چهار شرکت اسپانیایی است که توسط کمیسیون اروپا برای توسعه پروژه های هیدروژن انتخاب شده است

سینر (انگلیسی: SENER) شرکت مهندسی اسپانیایی است، که در سال ۱۹۵۶ تأسیس شد.